# Lucien Bailly
Lucien Bailly, né le 8 novembre 1881 à Rennes, mort le 2 mai 1975 à Saint-Brieuc, est un photographe portraitiste breton.

## Jeunesse
Lucien Bailly, issu d'une famille de commerçants installés comme merciers Place des Lices à Rennes, se forme dans l'atelier de son père Auguste, devenu photographe, à Lamballe. Ce dernier, « photographe artistique » encore très influencé par la peinture, donne des cours de photographie auprès d'un public amateur. Lucien Bailly apprend ensuite à Saint-Brieuc, dans l'atelier  d'Eresby-Snow, la prise de vues, mais également l'agrandissement au fusain et au pastel.

## Carrière
Il devient apprenti de l'atelier Fréon, à Neuilly, puis après son mariage s'installe au 49 rue de la Gare, à Saint-Brieuc, en 1912. Il continue également à animer l'atelier paternel de Lamballe jusqu'à sa fermeture dans les années 30. De 1918 à 1926, il enseigne également à Pontivy.

## Œuvre

### Portraitiste de l'aristocratie
La réputation de portraitiste de Lucien Bailly provient d'abord de sa clientèle aristocratique. Travaillant en atelier vitré à la lumière du jour, invitant ses sujets à une mise en scène théâtralisée, il répond à leur volonté d'affirmation du statut social. Pour ces portraits, le médaillon issu de la tradition aristocratique des médailles impose ainsi très tôt sa forme ovale caractéristique.
De sensibilité pictorialiste, Lucien Bailly travaille ensuite ses clichés à l'aquarelle, au fusain, à la pointe sèche. Il connaît un succès important avec le portrait photo de petit format, soit 6 par 9 centimètres, dit « carte de visite ».

### Photographe de la modernité urbaine
La gare ferroviaire de Saint-Brieuc apparaît à Lucien Bailly telle une cathédrale, cadre d'une liturgie dans laquelle les cheminots seraient les célébrants et les locomotives les objets d'art. Il célèbre dans l'architecture le signe du progrès social.
Son studio installé quai de Robien, quartier qui connaît un développement industriel rapide, le transforme en témoin de la modernisation industrielle. Ses relations avec le directeur des forges et laminoirs de Bretagne, ainsi qu'avec le propriétaire des mines de plomb de Trémuson l'amènent à exalter dans son œuvre la puissance de la machine qui supplée le travail humain.
Avant 1939, ses prises de vues en extérieur montrent ainsi une rupture avec les codes du pittoresque : populations au travail, nouveaux voisinages de la ville.

### Le rôle d'expert du photographe
Lucien Bailly est alors fréquemment sollicité comme expert, tant par les assureurs lors d'accidents automobiles ou d'incendies, que par la presse pour des chroniques locales[réf. nécessaire].

### Ancrage dans la société briochine
Les professions libérales, médecins et avocats, commandent avec engouement des portraits, à la suite de l'aristocratie. 
Lucien Bailly répond à de nombreuses commandes de l'armée (prises d'armes place du Champ-de-Mars) comme de l'Église (Parades religieuses de dévotion au Saint-Sacrement).
Il documente la visite de Poincaré en mai 1914, celle du maréchal Foch en août 1922.

## Le fonds Lucien Bailly du musée d'art et d'histoire de Saint-Brieuc
Le fonds Lucien Bailly comprend environ 10 000 pièces dont 7 000 négatifs (4500 sur plaques de verre au gélatino-bromure d'argent), des épreuves papiers simples ou à la gomme bichromatée. Les cahiers de comptes et de commandes du photographe, ainsi que divers documents complètent ce fonds provenant d'une donation de sa fille. Une partie de la collection est consultable en ligne sur le portail datarmor.